# Athene Seyler
Athene Seyler, CBE (n. 31 mai 1889, Greater London, Anglia, Regatul Unit al Marii Britanii și Irlandei – d. 12 septembrie 1990, Greater London, Anglia, Regatul Unit) a fost o actriță engleză.

## Filmografie selectivă
- The Adventures of Mr. Pickwick (1921)
- This Freedom (1923)
- Early to Bed (1933)
- The Private Life of Don Juan (1934)
- Night of the Demon (1957)
- How to Murder a Rich Uncle (1957)
- A Tale of Two Cities (1958)
- Happy is the Bride (1958)
- The Inn of the Sixth Happiness (1958)
- Make Mine Mink (1960)
- The Girl on the Boat (1961)
- Francis of Assisi (1961)
- Two and Two Make Six (1962)
- I Thank a Fool (1962)
- Nurse on Wheels (1963)